# Hemibagrus peguensis
Hemibagrus peguensis és una espècie de peix de la família dels bàgrids i de l'ordre dels siluriformes.

## Morfologia
Els mascles poden assolir els 29,1 cm de longitud total.

## Distribució geogràfica
Es troba a la conca del riu Irrawaddy a Myanmar.